# 新沃龍佐夫卡
新沃龍佐夫卡（羅馬化：Novovorontsovka）是位於烏克蘭南部的市級鎮，由赫爾松州貝里斯拉夫區的新沃龍佐夫卡市鎮負責管轄，並為該市鎮的行政中心。該鎮始建於1795年，面積6平方公里，海拔高度80米，2025年人口2,950，人口密度每平方公里1,091人。